# Bewegung für eine bessere Welt
Die Bewegung für eine bessere Welt (Movimento per un mondo migliore) ist eine Geistliche Gemeinschaft, die 1952 von Pater Riccardo Lombardi SJ gegründet wurde.
Pater Lombardi, eng verbunden mit Papst Pius XII., legte diesem detaillierte Pläne zur Erneuerung der Kirche vor, die das Laienapostolat zugrunde legten und förderten. Deshalb stieß sein Anliegen in der Kurie auf massiven Widerstand. Pater Lombardi leitete die Bewegung bis 1975.
Das Zentrum der Bewegung für eine bessere Welt befindet sich seit 1956 in Rocca di Papa am Albaner See gegenüber von Castel Gandolfo. Dort werden Glaubenskurse („Esercitazioni“) abgehalten. Dabei liegt die Betonung darin, dass jeder Christ in das dreifache – priesterliche, prophetische und königliche – Amt Christi hineinwächst. Vor allem pfarrlich Engagierte sollen auf diese Weise das Kirchenbild des 2. Vaticanums besser kennenlernen. 
Die Bewegung für eine bessere Welt hat weder eingeschriebene Mitglieder noch besondere Satzungen. Ihr Ziel ist die geistliche Erneuerung der Pfarreien und Gemeinden.